# Velislaus-Bibel

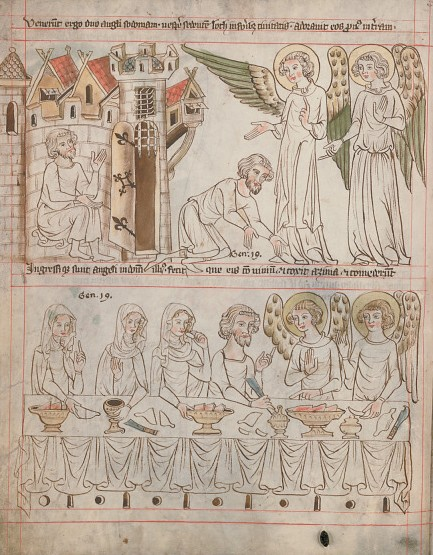
Velislaus-Bibel: Illustration zu Gen. 19, 1–3 (Prag, Národní Knihovna České Republiky, XXIII.C.124, fol. 18^{v})

Die Velislaus-Bibel (tschechisch Velislavova bible, lateinisch Velislai biblia picta) ist eine spätgotische Bilderhandschrift aus der Kategorie der Volkshandschriften, die zwischen 1325 und 1349 in Prag entstand.
Von den ursprünglich 200 Blättern der Handschrift sind 188 Blätter mit 747 biblischen Szenen und kurzen Kommentaren im Stil einer Armenbibel erhalten. Die Illustrationen sind, wie es für eine Volkshandschrift typisch ist, größtenteils ohne besonderen künstlerischen Anspruch als Federzeichnung mit Tinte ausgeführt; einige wenige in Farbe.
Die Bilderhandschrift wurde in der ersten Hälfte des 14. Jahrhunderts von unbekannten Briefmalern im Auftrag des Kanonikers Velislav geschaffen. Velislav war Hofschreiber des böhmischen Königs Johann in Prag; später diente er als Notar und Diplomat im Dienste des Königs Karl IV.
Velislav selbst ist auf fol. 188r kniend vor einer Statue der heiligen Katharina von Alexandrien abgebildet.
Das Original wird in der Nationalbibliothek der Tschechischen Republik in Prag unter der Signatur XXIII.C.124 aufbewahrt. 2006 wurde die Velislaus-Bibel zum Nationalen Kulturdenkmal erklärt.

## Inhalt
| fol.      | Inhalt                                          |
| --------- | ----------------------------------------------- |
| 1r–52v    | 1. Buch Mose (Genesis)                          |
| 53r–88v   | 2. Buch Mose (Exodus)                           |
| 89r–108r  | Daniel                                          |
| 108v–115r | Buch der Richter                                |
| 115v–130r | Buch Judit                                      |
| 130v–135v | Antichristzyklus                                |
| 136r–149r | Christuszyklus                                  |
| 153r–168v | Apokalypse                                      |
| 169r–179v | Apostelzyklus                                   |
| 180r–188r | Zyklus über den hl. Wenzel und der hl. Ludmilla |